# Marko Vešligaj
Marko Vešligaj (ur. 17 kwietnia 1982 w Zagrzebiu) – chorwacki polityk i samorządowiec, deputowany krajowy, poseł do Parlamentu Europejskiego X kadencji.

## Życiorys
W 2007 ukończył studia ekonomiczne na Uniwersytecie w Zagrzebiu. Pracował jako handlowiec oraz urzędnik administracji podatkowej. Później zatrudniony w szpitalu w Zaboku jako specjalista do spraw zamówień publicznych, a od 2012 jako kierownik działu finansowego.
Zaangażował się w działalność Socjaldemokratycznej Partii Chorwacji. W 2013 został burmistrzem jednostki administracyjnej miasto Pregrada. W latach 2016–2020 był posłem do Zgromadzenia Chorwackiego. W wyborach z czerwca 2024 bez powodzenia kandydował do Parlamentu Europejskiego. Mandat europosła X kadencji objął jednak we wrześniu tego samego roku, zastępując zmarłego Predrag Maticia.